# Constel·lació d'Hèrcules
Hèrcules (Hercules) és una constel·lació que porta el nom d'Hèrcules, l'heroi de la mitologia romana. Hèrcules fou una de les constel·lacions que l'astrònom Claudi Ptolemeu descriví al seu Almagest. Actualment, tot i no tenir cap estrella de primera magnitud, Hèrcules és la cinquena constel·lació més gran de les 88 modernes.

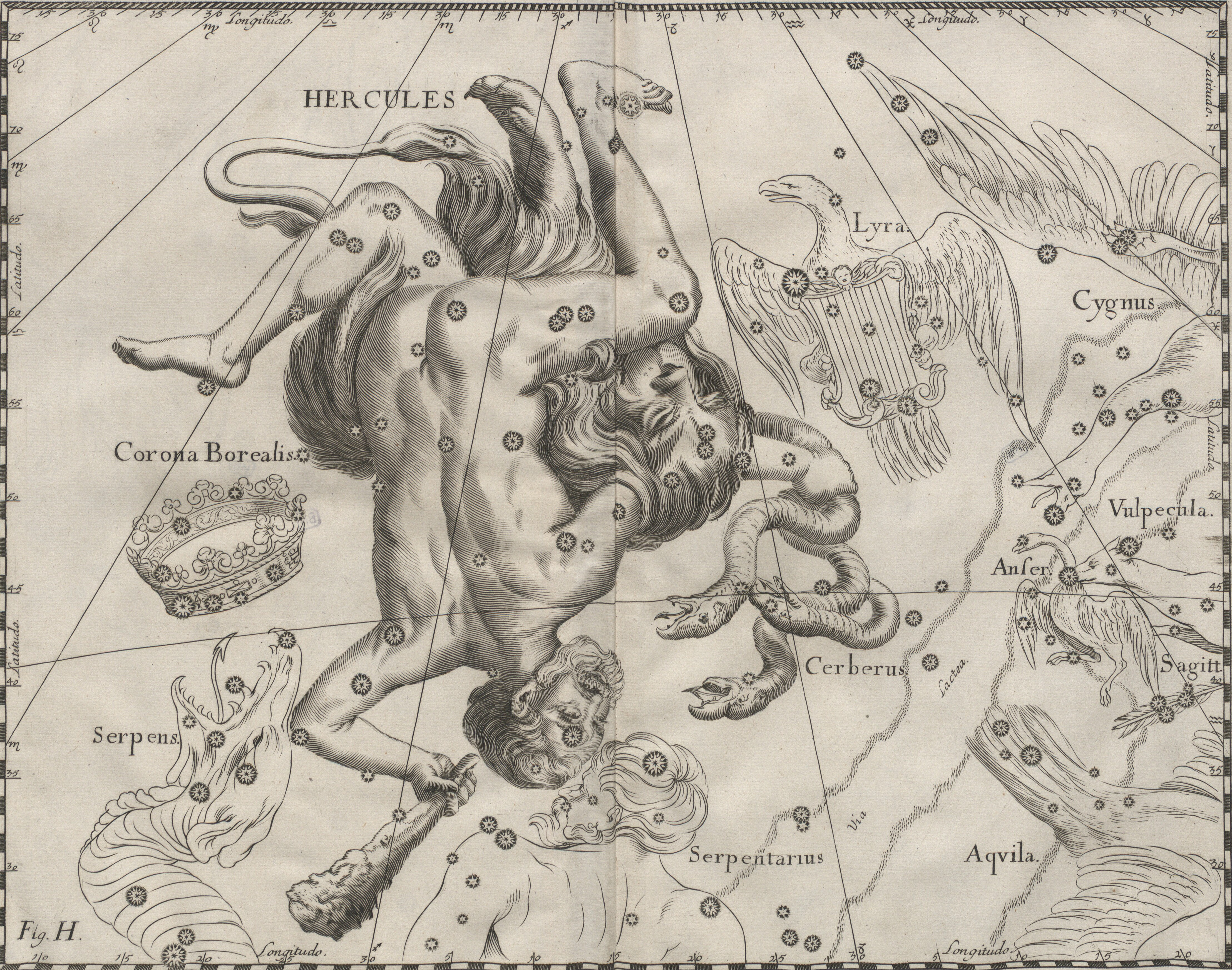
Constel·lació d'Hèrcules representada a Uranographia (1687) de Johannes Hevelius. S'hi representa Hèracles lluitant amb el lleó de Nemea i l'hidra de Lerna (els dos primers dels dotze treballs).

Límits de la constel·lació d'Hèrcules.

## Història
La constel·lació d'Hèrcules és una de les 48 constel·lacions enregistrades per Claudi Ptolemeu (ca. 85 - ca. 165) en el seu Almagest. Els estels d'Hèrcules semblen formar un home tombat o de genolls, que s'identificà amb Hèrcules, el nom llatí de l'heroi mitològic grec Hèracles. Fill d’Alcmena i de Zeus, Hèracles ja als divuit anys donà mort al ferotge lleó de Citeró. Pel fet d’haver mutilat el rei Orcomen provocà una guerra, en la qual vencé, fou recompensat pel rei Creont, que li donà la filla Mègara per muller. Occí els fills propis, i, per expiar aquest crim, l'oracle de Delfos l’obligà a acomplir dotze treballs. Acabats aquests, la seva figura adquirí un relleu extraordinari. Una antiga llegenda d'origen erudit atribueix el nom i la fundació de Barcelona a Hèrcules. Aquest, quan acomplia els dotze treballs, rebé la darrera de les nou barques que estaven al seu servei a la platja de la futura capital catalana, i de la denominació de la novena barca (barca nona) en pot procedir el nom.

## Característiques

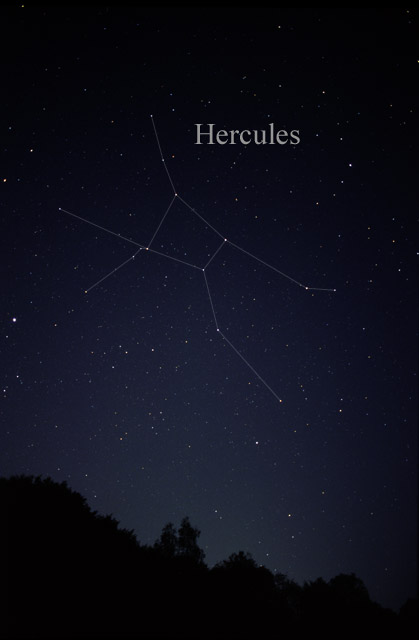
La Constel·lació d'Hèrcules a ull nu.

Hèrcules fa frontera amb les constel·lacions Draco al nord; Bootes, Corona Borealis i Serpens Caput a l'est; Ophiuchus al sud; Aquila al sud-oest; i Sagitta, Vulpecula i Lyra a l'oest. Ocupa 1225.1 graus quadrats i un 2,970 % del cel de nit, sent així la cinquena constel·lació més gran entre les altres 88 constel·lacions modernes. La seva abreviació de tres lletres, tal com dicta la Unió Astronòmica Internacional, és "Her". El 1930, l'astrònom belga Eugène Joseph Delporte (1882-1955), establí que la delimitació oficial d'Hèrcules és un polígon de 32 segments.
En el sistema de coordenades equatorials, època 2000, les coordenades de l'ascensió recta de les fronteres es troben entre 16h 00m 26.64s i 18h 57m 49.50s, mentre que la declinació es troba entre +3.67° i +51.32°.
En latituds mitjanes de l'hemisferi nord, la constel·lació d'Hèrcules es pot veure més clarament des de mitjans de primavera fins a principis de tardor i la seva culminació és durant la mitjanit del 13 de juny.
L'àpex solar de la constel·lació d'Hèrcules es troba dins la mateixa constel·lació, a prop de les coordenades de l'ascensió recta 18h 00m  i de declinació 30° 00′.

## Estels principals

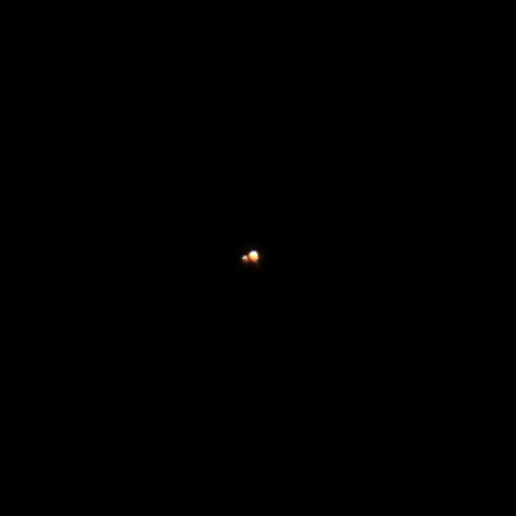
α Herculi (Rasalgethi).

- α Herculi (Rasalgethi): un sistema estel·lar quíntuple de magnitud aparent +3,31. El seu estel principal és un supergegant vermell lluminós[10] de tipus espectral M5II. Presenta un diàmetre 200 vegades més gran que el del Sol i també és una variable irregular que oscil·la una magnitud de brillantor. S'ha descobert que té dues companyes molt properes. Una separada 0,02”, l'altra triga només 10 anys a completar una òrbita. La component B, triga una mica més a orbitar la principal, com a mínim uns 3 000 anys. Té una companya separada per 0,4 ua i triguen només 52 dies a completar l'òrbita. La component B presenta una classe espectral del tipus G5III, i la seva companya, una nana blanc-groga és del tipus F2V.[11]

- β Herculi (Kornephoros): un estel binari i estrella amb una temperatura efectiva d'uns 4,887 K, sent així una gegant groga.[12][13] És l'estel més brillant de la constel·lació d'Hèrcules amb una magnitud aparent de 2,77.[14][15]

- γ Herculi: una estrella binària amb una magnitud aparent de 3,76.[16] És una binària espectroscòpica.[17]

- δ Herculi (Sarin): un sistema estel·lar múltiple i amb una magnitud aparent de +3,13, és el tercer element més brillant de la constel·lació d'Hèrcules.[18]

- ζ Herculi: una estrella binària espectroscòpica amb una magnitud aparent de +2,80.[19]

- μ Herculi: un sistema estel·lar de magnitud aparent de +3,42 que es troba a prop del Sistema Solar, a uns 27,4 anys llum.[20][21] L'estel principal és una estrella subgegant, però està creixent i evolucionant cap a una gegant vermella.[21] També és acompanyada per dos altres components que formen una estrella binària.[22]

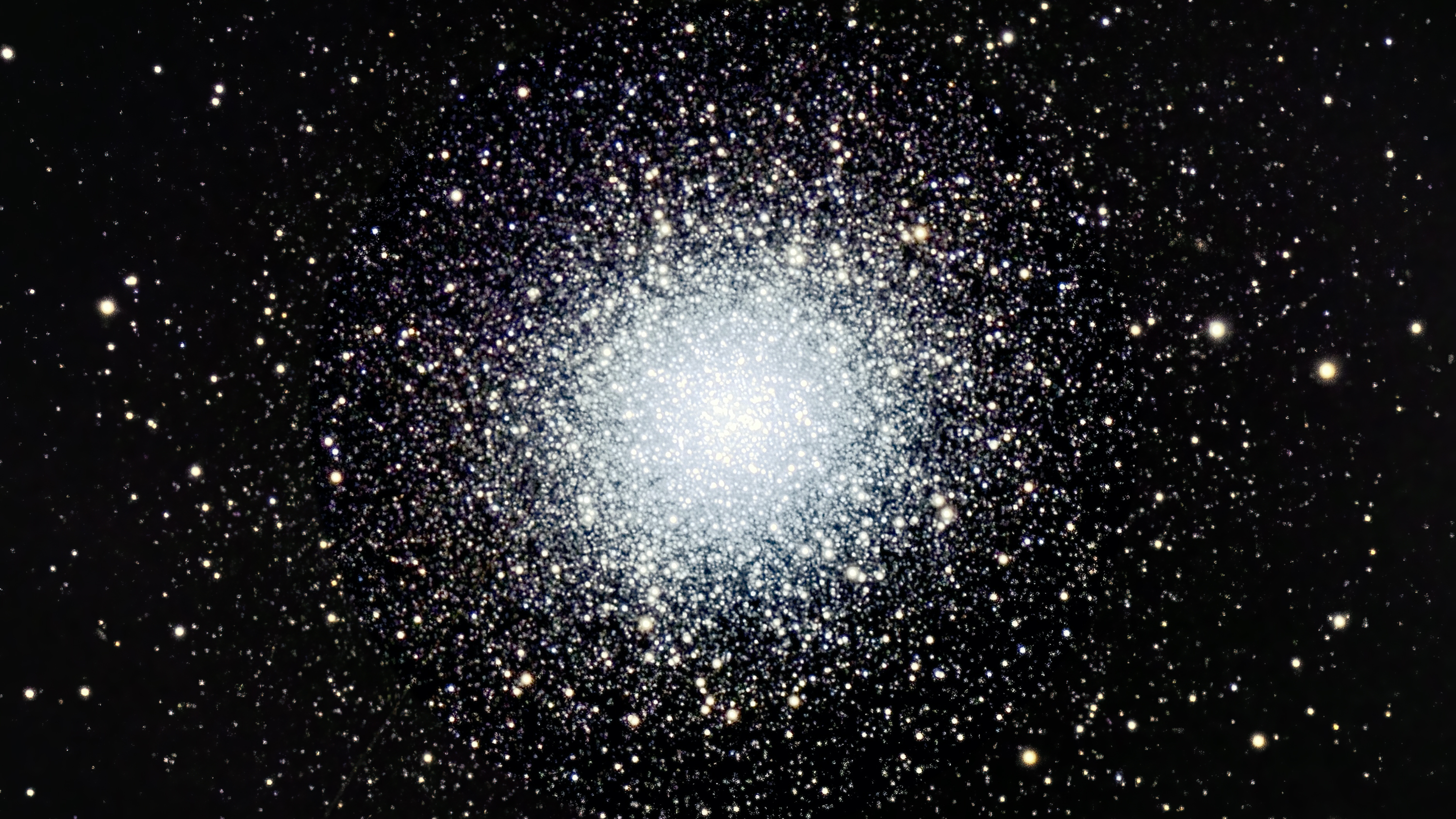
Gran Cúmul d'Hèrcules.

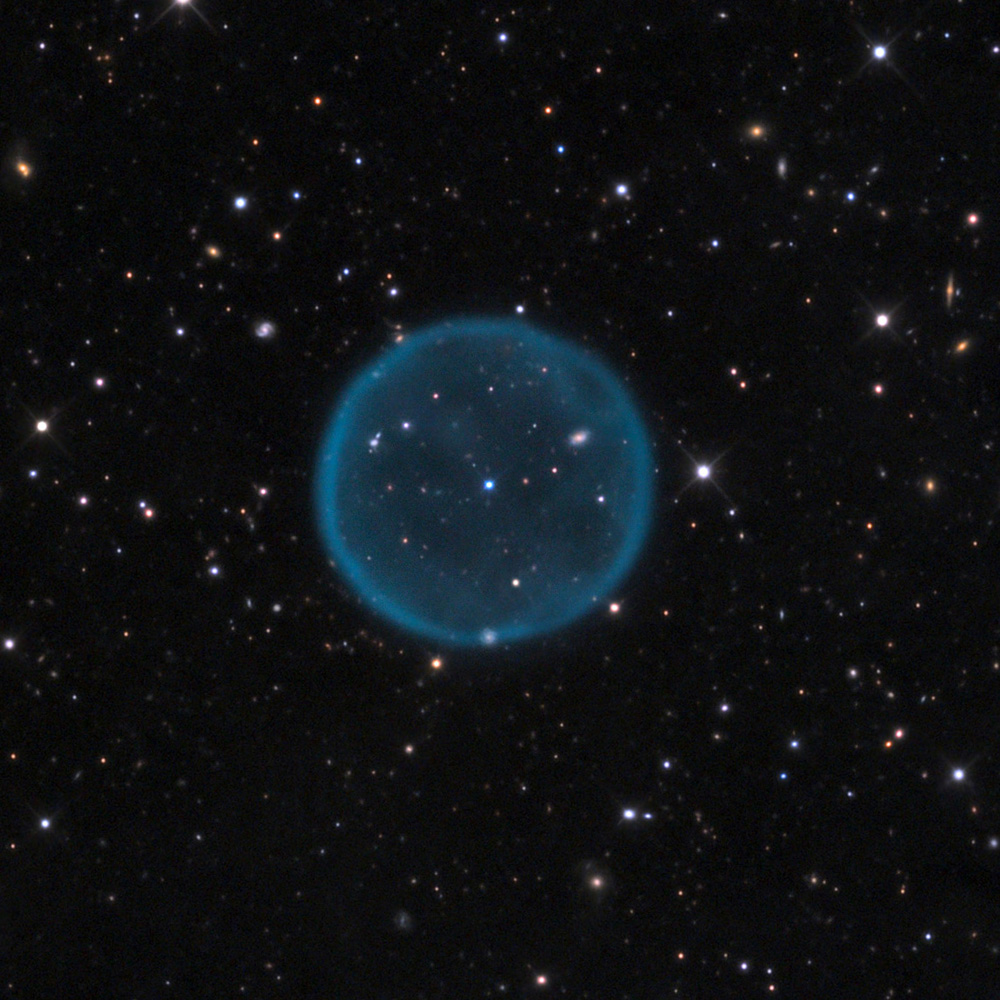
Nebulosa Abell 39.

## Altres objectes astronòmics
Malgrat l'extensió d'aquesta constel·lació, cap dels seus estels és de la primera, ni de la segona magnitud. ζ Herculi (magnitud 2,81), δ Herculi (magnitud 3,14) i μ Herculi (magnitud 3,42) en són els altres astres notables. Destaca, també, ρ Herculis, una estrella doble situada a 402 anys llum. Es tracta d'una geganta blanc-blava de tipus espectral B9.5III, acompanyada per una estrella de classe espectral A0V. Es troben separades per almenys 500 ua i s'ha arribat a plantejar que la component A pugui tenir una companya més propera (ρ Her Aa). De la mateixa manera hi ha una estrella de magnitud 13 (ρ Her C) que, segons s'interpreta del seu moviment, podria ser una component més del grup. De manera que podria ser un sistema de quatre components.
A principis del 2024 s'havien descobert 51 planetes extrasolars a la constel·lació d'Hèrcules. Destaquen dos sistemes d'exoplanetes amb quatre cadascun, el de les estrelles Kepler-282 (Kepler-282 b, Kepler-282 c, Kepler-282 d i Kepler 282-e) i HD 164922 (HD 164922 b, HD 164922 c, HD 164922 d i HD 164922 e).
La constel·lació d'Hèrcules conté M13, el Gran Cúmul d'Hèrcules, el cúmul globular més brillant de l'hemisferi nord i que es troba entre els estels η Her i ζ Her. Fou descobert per l'astrònom anglès Edmond Halley (1656-1742) l'any 1714. William Herschel (1738-1822), per mitjà del seu gran telescopi reflector, pogué descobrir diverses alineacions d'estrelles (conegudes com a potes d'aranya), comprovar que estava format per estrelles i fer un primer recompte d'elles (aproximadament unes 8.500 segons els seus còmputs). També hom hi troba els cúmuls globulars M92 i NGC6229. La nebulosa planetària Abell 39 també forma part de la constel·lació.
Hèrcules A és una galàxia activa a Hèrcules. Sembla ser una galàxia el·líptica normal, però quan es fa imatges en ones de ràdio, hi ha dolls de plasma que abasten més d'un milió d'anys llum al voltant de la galàxia. La galàxia del centre, 3C 348, té 1.000 vegades la massa de la Via Làctia, i el forat negre al seu centre és també gairebé 1.000 vegades més massiu que el del centre de la Via Làctia. Hèrcules A es troba a 2.100 milions d'anys llum de distància de la Terra.